# Белые Ключи (Псковская область)
Белые Ключи — опустевшая нежилая деревня в Себежском районе Псковской области России. Входит в состав в городского поселения Сосновый Бор.

## География
Находится на юго-западе региона, в западной части района, в пределах Прибалтийской низменности, в зоне хвойно-широколиственных лесов, около 600 метрах от пересечения региональной дороги 58К-563 с евразийской автомагистралью «Москва—Рига» (М-9), в 300 метрах от линии Московско-Виндавской железной дороги, примерно в 5 км от государственной границы с Латвией (Лудзенский край).
Уличная сеть не развита.

## Климат
Климат, как и во всем районе, умеренно континентальный. Характеризуется мягкой зимой, относительно прохладным летом, сравнительно высокой влажностью воздуха и значительным количеством осадков в течение всего года. Средняя температура воздуха в июле +17 °C, в январе −8 °C. Средняя продолжительность безморозного периода составляет 130—145 дней в году. Годовое количество осадков — 600—700 мм. Большая их часть выпадает в апреле — октябре. Устойчивый снежный покров держится 100—115 дней; его мощность обычно не превышает 20-30 см.

## История
На карте Псковской губернии 1888 года обозначена как Белые-ключи.
В 1941—1944 гг. местность находилась под фашистской оккупацией войсками Гитлеровской Германии.
Деревня Белые Ключи в советские и постсоветские годы входила в Дединский сельсовет, который Постановлением Псковского областного Собрания депутатов от 26 января 1995 года переименован в Дединскую волость.
Законом Псковской области от 28 февраля 2005 года Дединская волость была упразднена, а её территория вместе с Белые Ключи вошла в новосозданное муниципальное образование Сосновый Бор со статусом городского поселения с 1 января 2006 года в составе муниципального образования Себежский район со статусом муниципального района.

## Население
| 2001 | 2002 | 2010 |
| ---- | ---- | ---- |
| 0    | ↗2   | ↘0   |

### Национальный и гендерный состав
Согласно результатам переписи 2002 года, в национальной структуре населения русские составляли 100 % от общей численности в 2 чел., из них по одному мужчине и женщине.

## Инфраструктура
Было личное подсобное хозяйство.

## Транспорт
Деревня доступна автомобильным и железнодорожным транспортом.
Подходит автомобильная дорога общего пользования местного значения «От а/д Толкачёво-Себеж-Заситино км.53+530 до дер. Белые Ключи» (идентификационный номер 58-254-558 ОП МП 58Н-095), протяженностью в 1,5 км.